# Cavour (C 550)
Кавур (італ. Cavour (C 550)) — легкий багатоцільовий авіаносець і флагман військово-морських сил Італії. Бортовий номер 550. Це другий італійський авіаносець. Його названо на честь графа, політичного діяча і першого прем'єр-міністра країни Камілло ді Кавура.
Корабель здатен нести до 26 літальних апаратів (бойових літаків McDonnell Douglas AV-8B Harrier II і Lockheed Martin F-35 Lightning II, вертольотів AgustaWestland AW101/EH-101, NH-90 або Сікорскі SH-3D/HH-3F «Сі кінг»), обладнаний сучасною електронікою керування боєм і озброєний зенітними ракетами «Астер».

## Будівництво
Проект авіаносця був розроблений у 1980-х і перероблений у 1990-х. Передбачалось, що майбутній авіаносець має стати центральним кораблем амфібійної флотилії, спроможним висаджувати десант та підтримувати його вогнем з повітря, як це роблять американські вертольотоносці класу «Восп». Корпус був закладений у липні 2001 року на військово-морський верфі Fincantieri у Трієсті. За три роки був спущений на воду, а 10 червня 2009 року був введений в експлуатацію. Загальна вартість будівництва склала 1,5 млрд. євро.

## Озброєння
Кількість і тип літальних апаратів, що базуються на кораблі, може змінюватися залежно від конкретного бойового завдання. Загалом авіаносець розраховано на 20-26 штурмовиків з вертикальним злетом і посадкою AV-8B «Харійєр» II (або перспективних багатоцільових винищувачів F35B «Лайтнінг» II) і вертольотів EH-101, NH-90 SH3D.
Протиповітряне озброєння включає обладнання для ведення радіоелектронної боротьби, а також комплекси протиповітряної оборони (зокрема, зенітні ракети Aster 15).
Корабель обладнаний багатофункціональною РЛС з пасивною фазованою антенною решіткою EMPAR, радіолокаційними комплексами середньої та малої дальності, що дозволяють слідкувати одночасно за багатьма повітряними та морськими об'єктами. Крім того, авіаносець підтримує стандарт тактичного радіозв'язку для обміну даними у реальному часі між бойовими одиницями як у повітрі, так і на морі. У такому режимі він спроможний виступати як командний пункт військової операції за участі флоту та армійських підрозділів. Крім того «Кавур» може виконувати функцію ескадреного авіаносця та забезпечувати протиповітряний і протичовновий захист корабельного з'єднання.
Ангар площею 2800 м² може слугувати і гаражем для перевезення важкої армійської зброї: 24 основних бойових танків (наприклад, італійських «Арієте») або 50 інших бойових машин (бронетранспортерів або бойових машин піхоти). У кормовій частині є рампа для завантаження техніки, спроможна витримати навантаження до 60 т. На палубі є два ліфти, кожний вантажністю до 30 т.

## Служба
У січні 2010 «Кавур» взяв участь у міжнародній гуманітарній операції на Гаїті. Це було його перше атлантичне плавання: під час нього авіаносець доставив цивільні вантажі постраждалим від землетрусу.

## Галерея

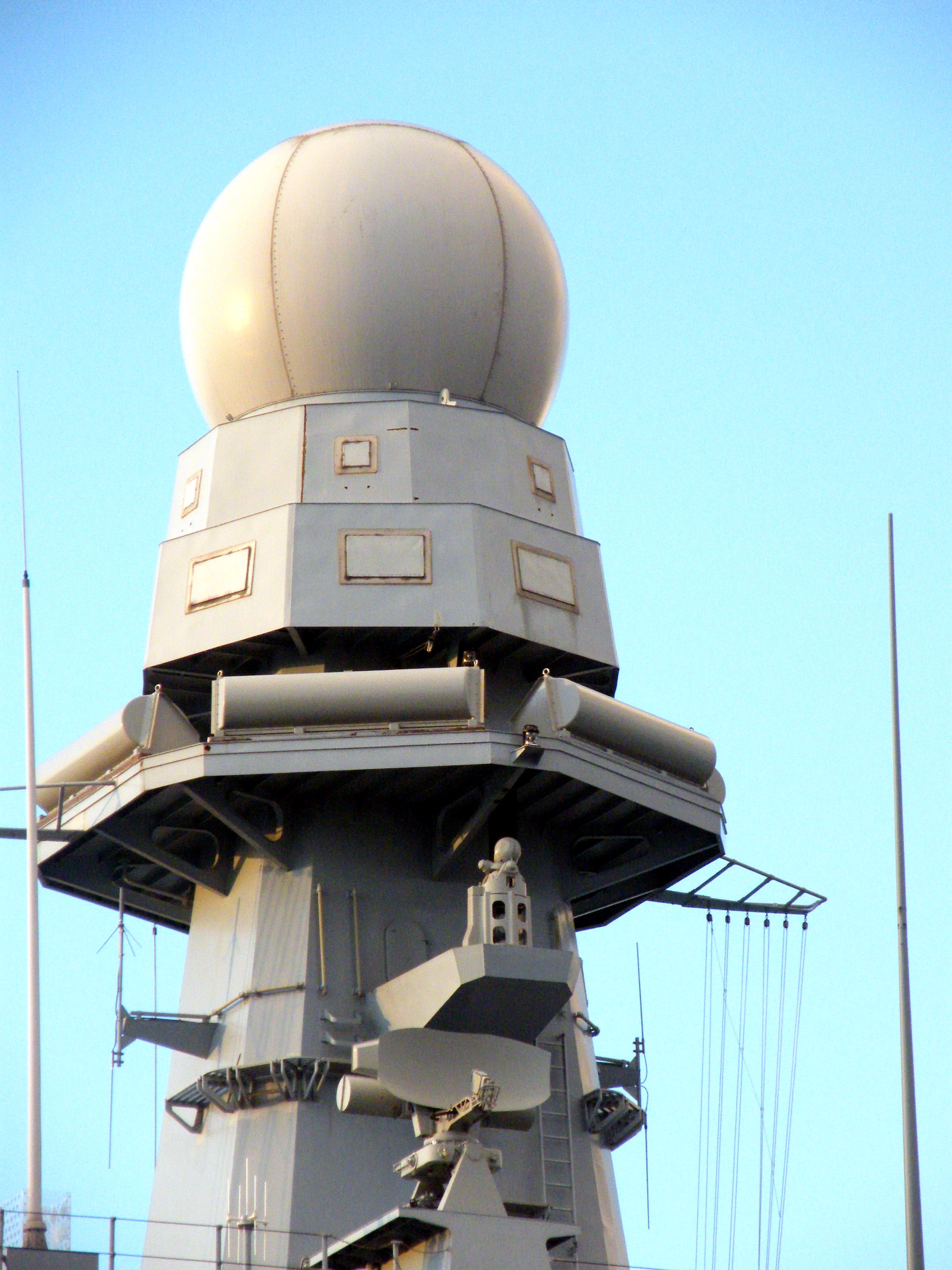
РЛС EMPAR авіаносця «Кавур»
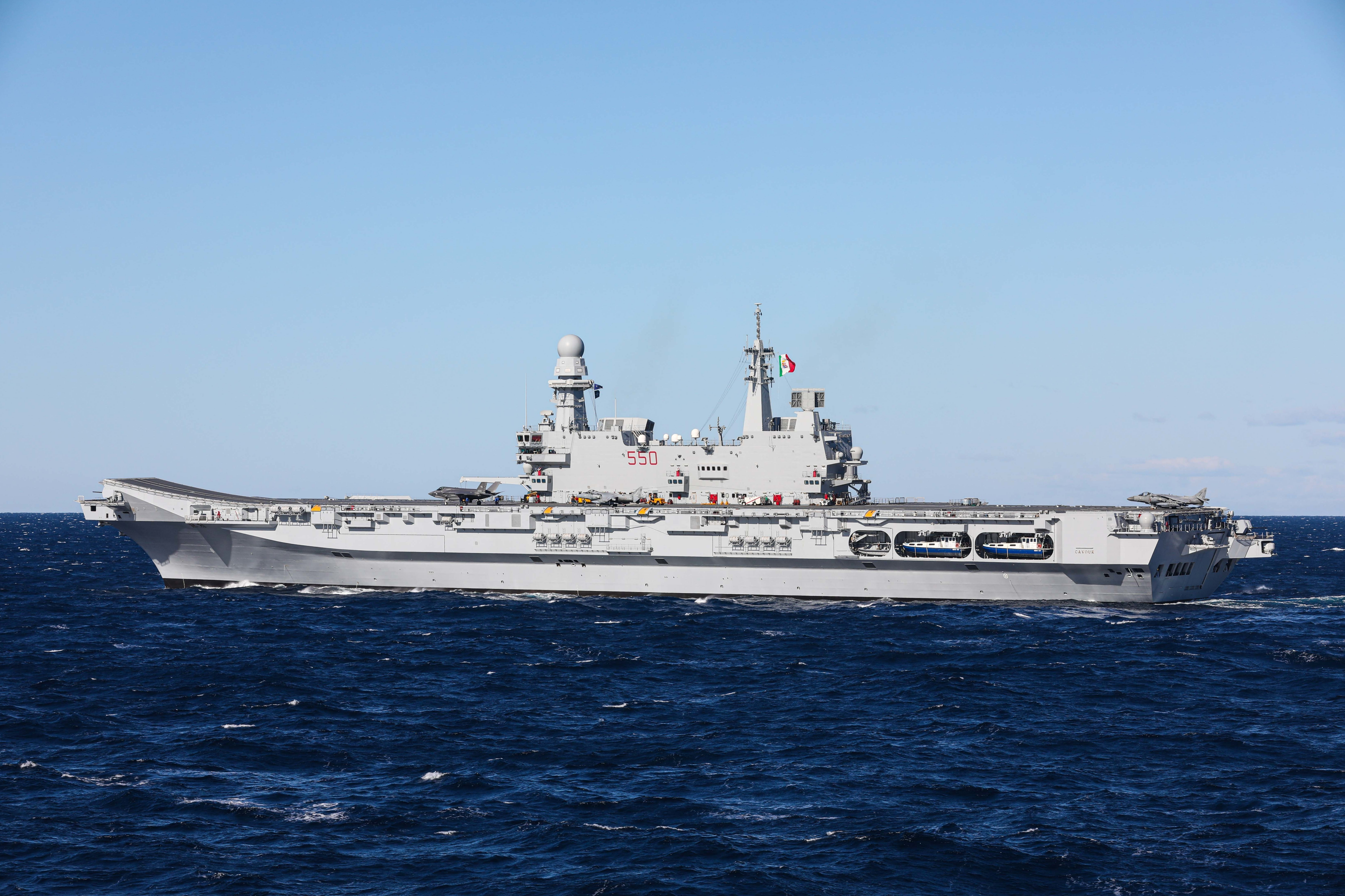
«Кавур» в Італії
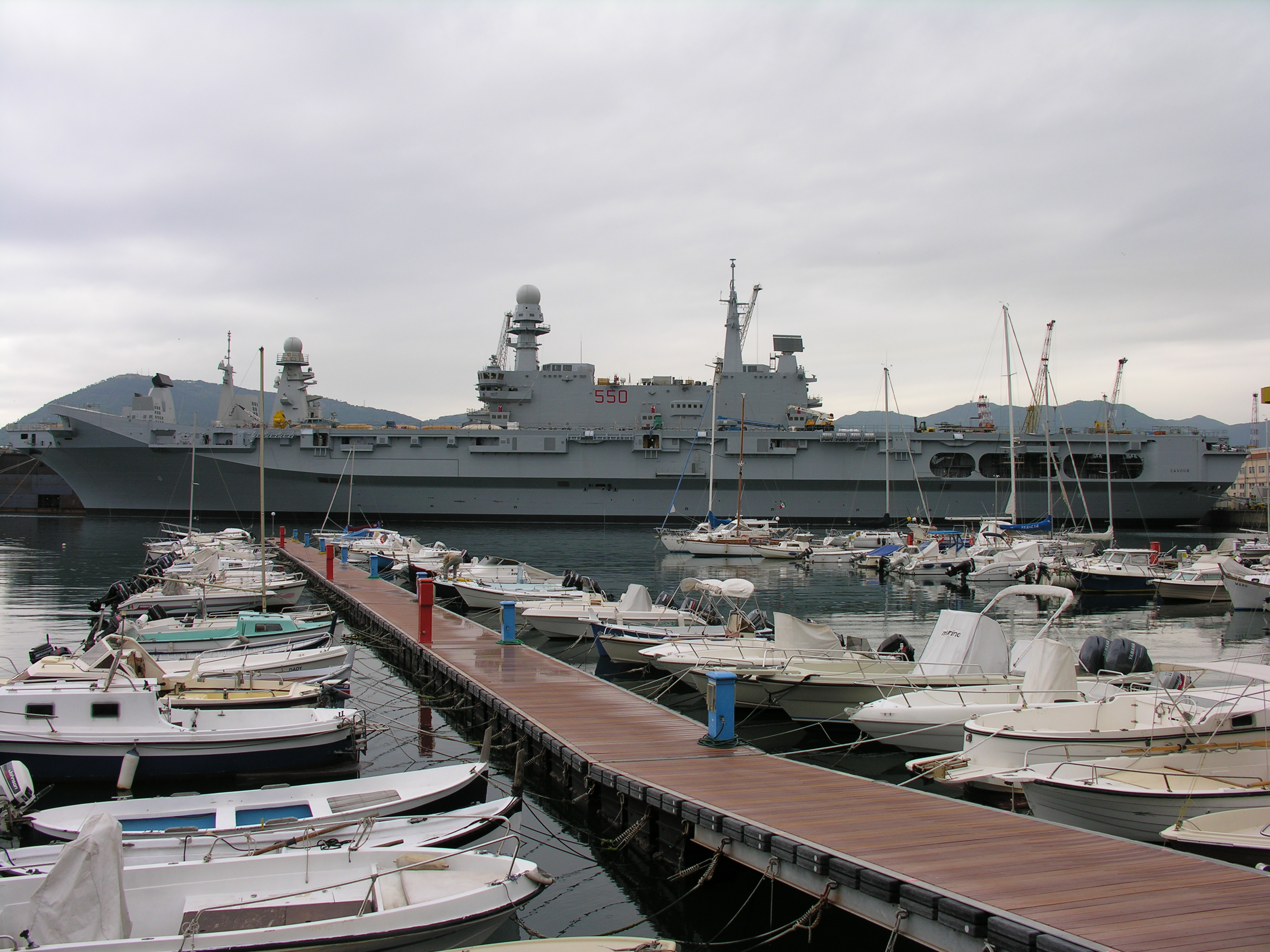
«Кавур» в Ла-Спеції, травень 2007
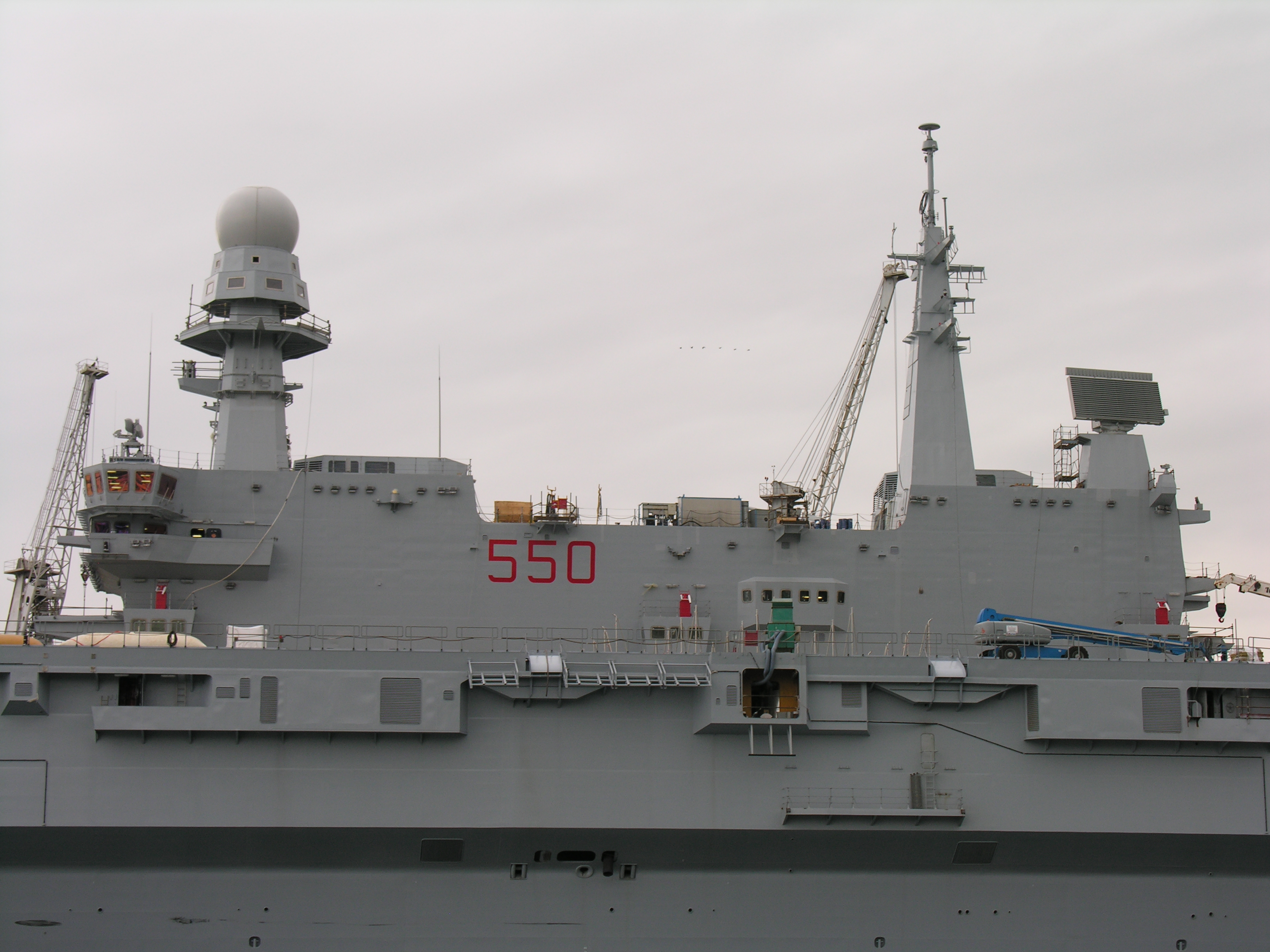
Радіоелектронні системи «Кавура» (Ла Спеція, травень 2007)
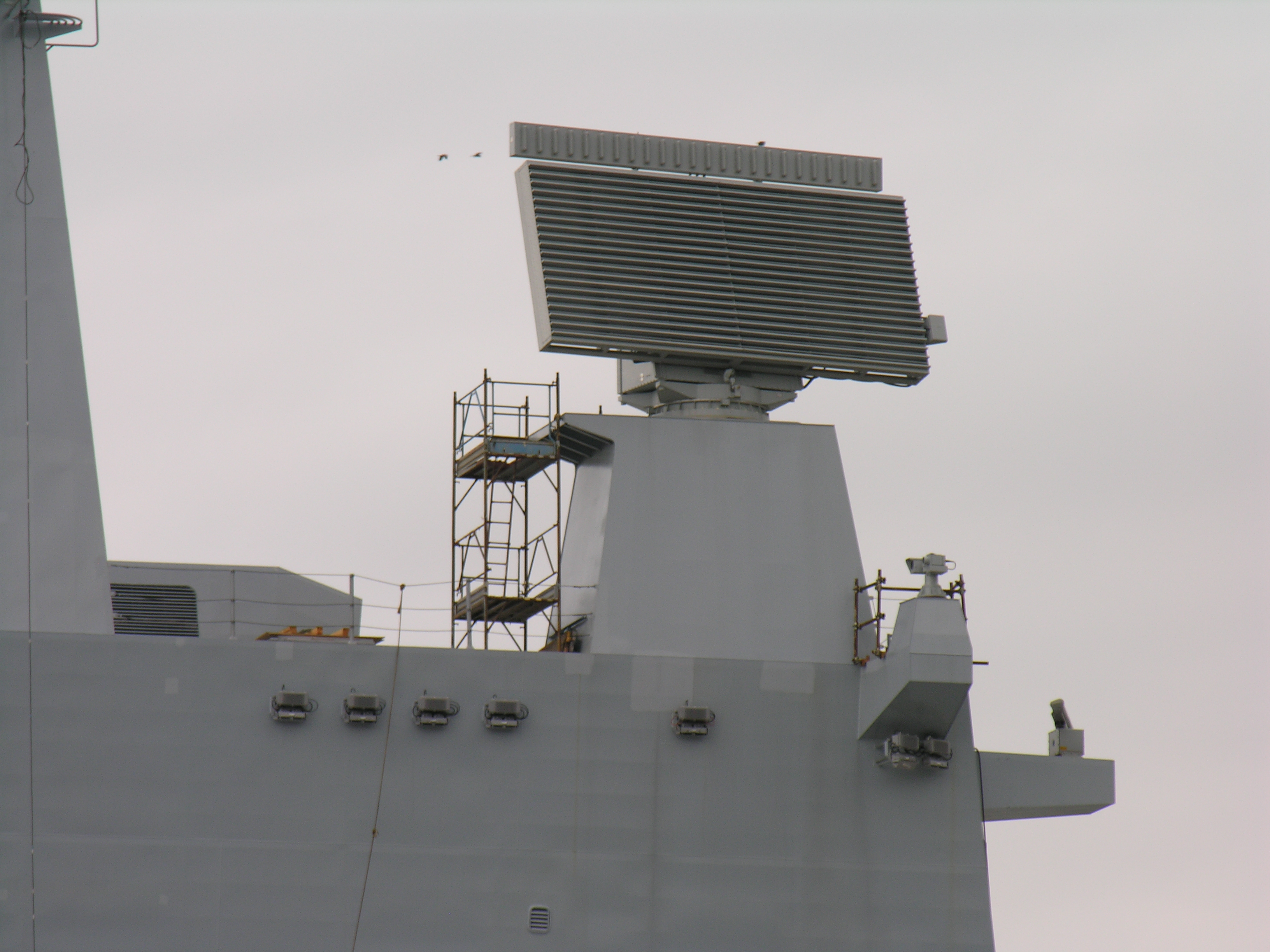
Оглядовий радар «Кавура»
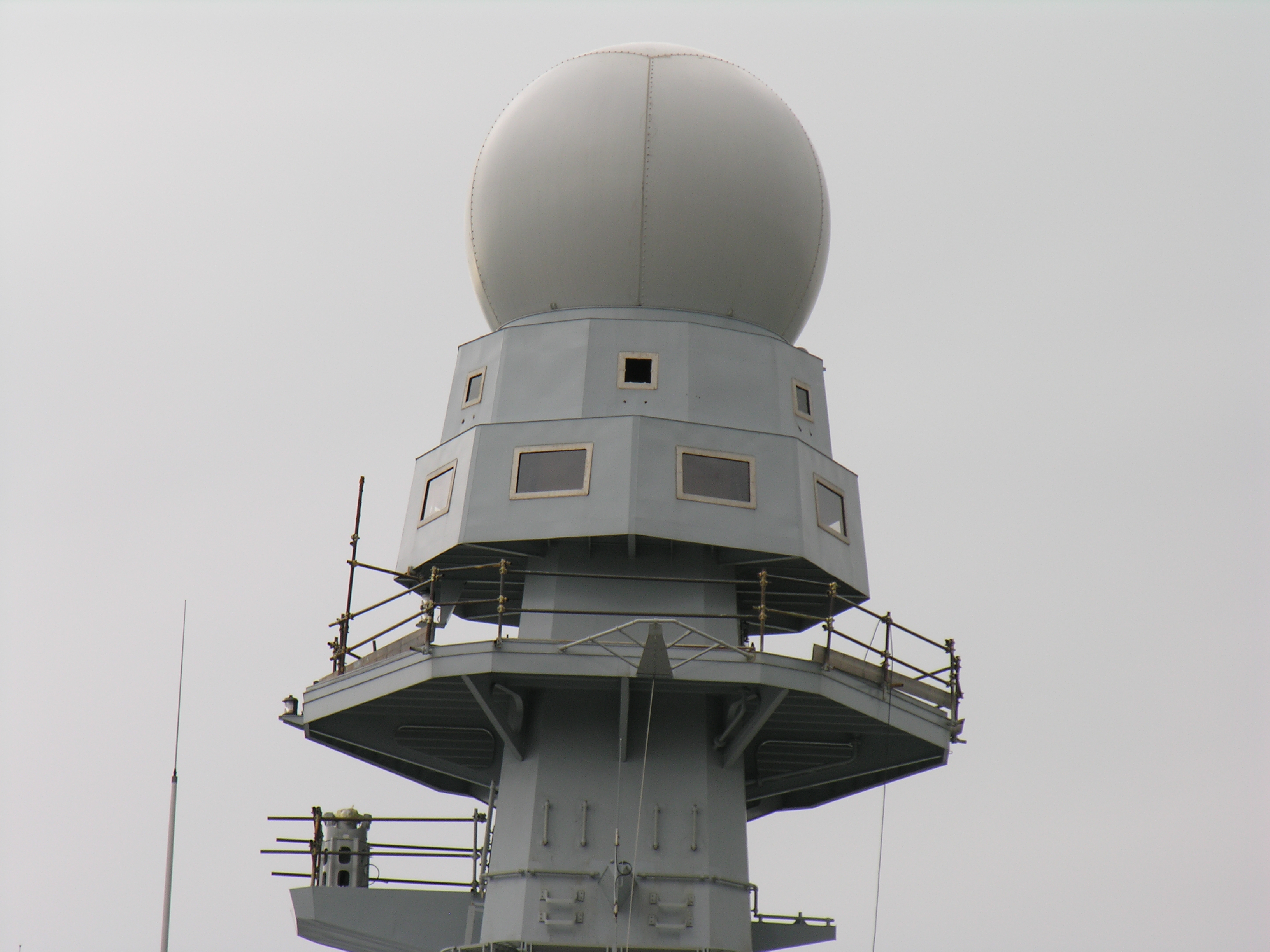
РЛС EMPAR на борту «Кавура» (Ла Спеція, травень 2007)